# Ackerman, Mississippi
För andra betydelser, se Ackermann.
Ackerman är en ort (town) som är administrativ huvudort i Choctaw County i Mississippi i USA.
Ackerman grundades 1884 när Canton, Aberdeen and Nashville Railroad drogs fram och har varit countyts administrativa huvudort sedan 1896. Orten har fått sitt namn efter järnvägsbolagets chef William K. Ackerman.
Vid 2020 års folkräkning hade Ackerman 1 594 invånare.

## Kända personer
- James P. Coleman, politiker
- Ray Mabus, politiker
- Coby Miller, friidrottare